# Жак-Едуар Алексіс
Жак-Едуар Алексіс (фр. Jacques-Édouard Alexis; нар. 21 вересня 1947) — гаїтянський політик, прем'єр-міністр країни з 1999 до 2001 та з 2006 до 2008 року, після чого був усунутий від посади на хвилі невдоволення продовольчою кризою.

## Родина
Одружений, має чотирьох дітей.